# Rajangana Division
Rajangana Division är en division i Sri Lanka.   Den ligger i provinsen Norra Centralprovinsen, i den centrala delen av landet, 140 km norr om huvudstaden Colombo.